# Сельцо-Петровское
Сельцо-Петровское — деревня в Коломенском районе Московской области, входит в Заруденское сельское поселение. Население — 19 чел. (2010). Расположена на реке Щелинка.
Ранее село состояло в Макшеевском сельском округе, но после исключения его из учётных данных административно-территориальных и территориальных единиц Московской области в соответствии с Законом Московской области № 109/2006-ОЗ «О внесении изменений в Закон Московской области „Об административно-территориальном устройстве Московской области“» вошло в состав Заруденского сельского поселения.

## Население
| 2002 | 2006 | 2010 |
| ---- | ---- | ---- |
| 16   | ↗18  | ↗19  |